# Fortuna de Minas
Fortuna de Minas – miasto i gmina w Brazylii, w stanie Minas Gerais. Znajduje się w mezoregionie Metropolitana de Belo Horizonte i mikroregionie Sete Lagoas.